# Arrivée d'un train gare de Vincennes

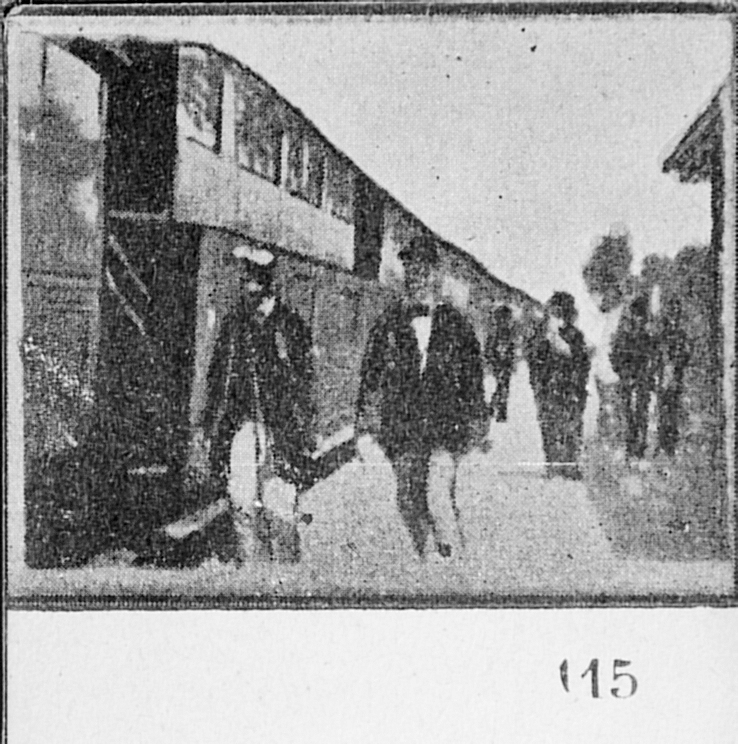
fotogramma del film, contenuto all'interno di un libro pieghevole

Arrivée d'un train gare de Vincennes (o anche Arrivée d'un train (Gare de Vincennes)) è un cortometraggio del 1896 diretto da Georges Méliès; si ritiene sia andato perduto.

## Trama
Un treno arriva alla stazione di Vincennes.